# Alexander von Pfuhlstein

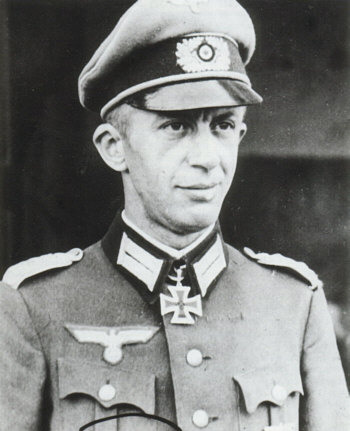
Alexander von Pfuhlstein während des 2. Weltkrieges

Alexander von Pfuhlstein (* 17. Dezember 1899 in Danzig; † 20. Dezember 1976 in Bad Homburg vor der Höhe) war ein deutscher Generalleutnant im Zweiten Weltkrieg.

## Leben

### Militärkarriere
Im Jahr 1912 begann Alexander von Pfuhlstein seine militärische Laufbahn an der Hauptkadettenanstalt in Berlin-Lichterfelde. Er trat am 29. März 1917 als Fähnrich beim 4. Garde-Regiment zu Fuß in die Preußische Armee ein. Am 14. Dezember 1917 wurde er Leutnant und nahm am Ersten Weltkrieg teil. Für seine Leistungen erhielt er beide Klassen des Eisernen Kreuzes sowie das Verwundetenabzeichen in Schwarz.
Ab 1918 diente er in der Reichswehr, am 1. April 1925 wurde er zum Oberleutnant befördert. Nach langjähriger Dienstzeit wurde er am 1. Juli 1933 zum Hauptmann befördert. Zwischen 1. November 1933 und 1. August 1935 diente er als Hauptmann im Stab der Artillerieführer III, danach als Kommandant in der Jäger-Kaserne im ehemals schlesischen Hirschburg, heute Jelenia Góra. Wieder zurück im Heeresdienst, trat er in den Generalstab des XI. Armeekorps über und wurde dort am 1. Januar 1937 zum Major befördert.
Am 3. November 1938 wurde er Erster Generalstabsoffizier  der 19. Infanterie-Division und in dieser Position am 1. Juni 1939 zum Oberstleutnant befördert. Nach seiner Teilnahme am Überfall auf Polen wurde er am 10. Januar 1940 Erster Generalstabsoffizier der 58. Infanterie-Division. Nach seiner Teilnahme am Frankreichfeldzug übernahm er am 1. April 1941 das II. Bataillon des Infanterie-Regiments 18. Im Juni 1941 stand sein Regiment im Verband der 6. Infanterie-Division in Ostpreußen und nahm am Angriff auf die Sowjetunion teil. Im Juli 1941 übernahm er die Führung über das Infanterie-Regiment 77 der 26. Infanterie-Division, wurde am 1. Februar 1942 zum Oberst befördert und erhielt zwei Wochen später das Deutsche Kreuz in Gold. Am 1. Mai 1942 wurde er Kommandeur des Infanterie-Regiments 154, das am Wolchow der 58. Infanterie-Division zugeteilt war. In dieser Funktion wurde ihm am 17. August 1942 das Ritterkreuz des Eisernen Kreuzes verliehen.
Pfuhlstein führte die Division „Brandenburg“ vom 12. Februar 1943 bis 10. April 1944. Am 1. Juli 1943 wurde er zum Generalmajor befördert. Am 14. April 1944 erfolgte seine Versetzung in die Führerreserve und er musste seine Division abgeben.
Ab dem 9. Mai 1944 führte er die 50. Infanterie-Division bei den Rückzugskämpfen auf die rumänische Grenze. Am 18. Juli 1944 wurde Pfuhlstein verwundet. Ab 9. August 1944 erhielt er ein neues Kommando in Hohenstein/Ortelsburg in Ostpreußen, um Verteidigungsgräben anlegen zu lassen. Dort wurde er am 1. September 1944 im Nachgang des Attentats vom 20. Juli 1944 wegen Hochverrats verhaftet und in Berlin im Kerker des Reichssicherheitshauptamt inhaftiert und verhört.
Die SS rechnete Pfuhlstein zu den verdächtigen Offizieren. Im Hauptgefängnis der Gestapo in der Prinz-Albrecht-Straße in Berlin saß er gleichzeitig mit dem Generalstabschef Halder, mit Graf von der Schulenburg, dem letzten Botschafter in Moskau, mit Carl Goerdeler, dem früheren Oberbürgermeister von Leipzig und Haupt der zivilen Verschwörung, dem preußischen Finanzminister Johannes Popitz, dem Heeresrichter Karl Sack und anderen Verschwörern ein. Auch seine ehemaligen Vorgesetzten, Wilhelm Canaris und Hans Oster waren hier inhaftiert. Sie lagen alle gefesselt in den kleinen Zellen, die meisten wurden hingerichtet. Pfuhlsteins Akte wurde ebenfalls an den Volksgerichtshof abgegeben, doch Himmler hielt eine Hinrichtung nicht für dienlich. Er sei Ritterkreuzträger, dreimal verwundet, hätte sechs Kinder. So wurde er am 14. September 1944 aus der Wehrmacht ausgeschlossen und als politischer Häftling am 24. November in die Festungshaftanstalt Küstrin überführt.

### Kriegsende
Wegen der rasch anrückenden Roten Armee wurde die Festungshaftanstalt Küstrin am 30. Januar 1945 evakuiert und Pfuhlstein als Major in ein Bewährungsbataillon geschickt. Wenn er fiele, bekäme seine Frau eine Witwenpension. Wenn er überlebte, würde er nach dem Krieg wegen „Nichtbewährung“ in ein Lager kommen. Er war von der Haft vollkommen entkräftet nach Hause geschickt worden, um herausgefüttert dann für Hitler fallen zu können. Er gelangte zu seiner Familie, die er bei seinem Cousin, dem Fürsten zu Löwenstein-Wertheim-Freudenberg, auf Schloss Kreuzwertheim untergebracht hatte. Statt sich aber in Würzburg erneut der Wehrmacht zur Verfügung zu stellen, wie sein Befehl lautete, tauchte er unter und versteckte sich mit Hilfe seines Cousins in einem Forsthaus im Spessart. Er hatte nicht die Absicht, in den letzten Kriegswochen für Hitlers verbrecherischen Krieg sinnlos zu fallen. Am 2. April 1945 stellte er sich in Wertheim am Main den Amerikanern und wurde von diesen gefangen genommen. Ab dem 20. April bis zum 30. August 1945 war er in Trent Park, einem herrschaftlichen Anwesen nördlich von London, das als Kriegsgefangenenlager für deutsche und italienische Generäle und Stabsoffiziere verwendet wurde.

### Rolle im militärischen Widerstand gegen den Nationalsozialismus
Die Gedenkstätte Deutscher Widerstand in Berlin schreibt in ihrer Ausstellung „Wege zum Attentat vom 20. Juli 1944“: Einige entschlossene Gegner des nationalsozialistischen Regimes konzentrierten sich um Hans Oster und Hans von Dohnanyi in der von Admiral Wilhelm Canaris geleiteten Abwehr, dem militärischen Nachrichtendienst des Dritten Reiches, mit Sitz am Berliner Tirpitzufer im älteren Teil des Bendlerblockes. Die Mitglieder dieses Widerstandskreises fühlten sich durch die nationalsozialistischen Gewaltverbrechen abgestoßen und drängten früh auf den Sturz der Gewaltherrschaft. Ab Oktober 1936 ist Alexander von Pfuhlstein Hauptmann im Stab des Generalkommandos XI Hannover. Spätestens seit 1938 steht er in Kontakt mit Hans Oster vom Amt Ausland/Abwehr des Oberkommandos der Wehrmacht. Pfuhlstein versucht vergeblich, seinen Vorgesetzten General Wilhelm Ulex für einen Umsturz zu gewinnen. Nach Kriegsbeginn ist Pfuhlstein in Polen und Frankreich eingesetzt und nimmt am Krieg gegen die Sowjetunion teil. Im Februar 1943 übernimmt er das Kommando des Sonderverbandes „Brandenburg“, um dort in Absprache mit Oster und General Friedrich Olbricht im Sinne der Verschwörer zu wirken. Im Fall eines Umsturzes soll ein Bataillon die Westhälfte Berlins besetzen, die in diesem Bereich zuständigen Parteidienststellen ausschalten und die Artillerie-Schule der Waffen-SS in Jüterbog entwaffnen. Pfuhlstein wird am 10. April 1944 als Kommandeur der Division „Brandenburg“ abgelöst und in die Führerreserve versetzt. Er wird am 1. September 1944 festgenommen, aus der Wehrmacht entlassen und nach Verhören durch die Gestapo im Dezember 1944 in die Wehrmachtshaftanstalt Küstrin überführt. Am 30. Januar 1945 aus der Haft entlassen, kann er das Kriegsende überleben.
Der Historiker Sönke Neitzel schrieb, dass Pfuhlstein enge Kontakte zur Militäropposition hatte. Er wurde von Wilhelm Canaris auf Vorschlag von Hans Oster als ein dem Regimegegnern loyal gegenüberstehender Offizier für den Kommandeursposten der Division Brandenburg ausgewählt, damit Teile des Verbandes ggf. bei einem Umsturz eingesetzt werden konnten. 1943 war angedacht, durch Pfuhlsteins Truppen den Westen Berlins und die SS-Artillerieschule in Jüterbog besetzen zu lassen.
Der Historiker Peter Hoffmann schreibt: Die Verschwörer rechneten auf die in Brandenburg bei Berlin liegenden Teile der Division Brandenburg, ursprünglich eine Haustruppe des Amtes Ausland/Abwehr im OKW. Es gelang zum 1. April 1943, den mit den Verschwörern sympathisierenden Ritterkreuzträger Oberst Alexander von Pfuhlstein zum Kommandeur ernennen zu lassen und ihm Hauptmann d.R. Graf Schwerin von Schwanenfeld und Oberstleutnant Heinz zu unterstellen; Heinz stellte ein Regiment auf. Unterdessen verlor der die Umsturzbewegung duldend fördernde Chef des Amtes Ausland/Abwehr, Admiral Canaris, durch das Betreiben des Geheimdienstes der SS und durch das Eindringen der Geheimen Staatspolizei in die Verschwörergruppe um Oster und Dohnanyi allmählich die Kontrolle. Als Verhaftungen im Umkreis der Verschwörung Ende 1943 und im Januar 1944 sowie die Bemühungen eines Oberkriegsgerichtsrates namens Manfred Roeder akute Gefahr brachten, ließ Canaris Oberst von Pfuhlstein wissen, Roeder habe die Brandenburger Drückeberger genannt, worauf Pfuhlstein am 18. Januar 1944 nach Morszyn bei Lemberg flog, ihn zur Rede stellte und ohrfeigte. Roeder wurde von seiner für die Verschwörung so gefährlichen Stelle entfernt, aber auch Pfuhlstein wurde zum 1. April 1944 abgelöst.
Hans Bentzien schreibt: Der neue Kommandeur Alexander von Pfuhlstein kommt aus der 1. Gardedivision zu Fuß in Potsdam, der Eliteeinheit der kaiserlichen Armee. Als er Mitte der 30er Jahre als Hauptmann im Stab des XI. Armeekorps den Abwehroffizier Hans Oster in Hannover trifft, gewinnt dieser ihn für eine kritische Haltung gegenüber der Militärdoktrin Hitlers. Beide verstehen sich, und Oster als der zuständige Stellvertreter hat Pfuhlstein nunmehr als Divisionskommandeur vorgeschlagen. Es ist dringend anzunehmen, dass sich Canaris und Oster für den bevorstehenden Umsturz nach dem Attentat auf Hitler von Pfuhlstein versprechen, dass er bei der Aufgabe, die den Brandenburgern dabei gestellt ist, loyal gegenüber der geplanten Militärregierung mitmacht. Für den Plan, Berlin zu besetzen, ist die schwerste Aufgabe, die Leibstandarte „Adolf Hitler“ in Berlin-Lichterfelde auszuschalten und ebenso die SS-Artillerieschule in Jüterbog den Brandenburgern vorbehalten. Die wichtigste Funktion aber haben sie bei der Besetzung und Sicherung der Wolfsschanze bei Rastenburg in Ostpreussen, dem Führerhauptquartier. Am 1. Februar 1944 traf sich Oster mit Pfuhlstein in seiner Privatwohnung und führte auch in den nächsten Tagen mehrere Besprechungen mit ihm. Dabei kam es zu einer Unterrichtung über die Auffassungen und konkreten Pläne der Militäropposition, die mit einem Attentat, organisiert durch Tresckow bei der Heeresgruppe Mitte, die Hitler mit einem Blitzbesuch bedachte, rechnete. Während des Rückfluges sollte eine Ladung englischen plastischen Sprengstoffs, versteckt in zwei Cognacflaschen, explodieren und Hitler in den Tod reißen. Doch die geringe Temperatur verhinderte eine ordnungsgemäße Zündung, der auslösende Mechanismus reagierte nicht. Die Hoffnung aber, dass nach Stalingrad nun auch der Verantwortliche für das Debakel beseitigt werde und ein Waffenstillstand angestrebt werden sollte, beherrschte im Februar die verschworenen Männer um Ludwig Beck. Pfuhlstein erhielt also einen Doppelauftrag. Die Division sollte sowohl als Einsatzgruppe des OKW aufgestellt werden, als auch geeignet für den Staatsstreich sein.

### Familie
Alexander von Pfuhlstein war das älteste von drei Kindern des späteren preußischen Generals der Infanterie, Franz Friedrich von Pfuhlstein (1847–1926), und dessen Ehefrau Margarethe, geborene Freiin von Fabrice (* 26. Juni 1862 in Grimma; † 12. Januar 1922 in Eberswalde). Sie war eine vormalige Großherzoglich hessische Edeldame und Tochter des königlich-sächsischen Rittmeisters Bernhard Freiherr von Fabrice und der Ida Gräfin von Schönburg-Glauchau und Waldenburg. Seine Mutter war die innige Freundin von Prinzessin Alix von Hessen-Darmstadt (1872–1918), der späteren und letzten Kaiserin Russlands Alexandra Feodorowna/Fjodorowna, Tochter des Großherzogs Ludwig IV. und der Großherzogin Alice von Hessen und bei Rhein, der Tochter Königin Victorias von England.
Am 12. August 1930 schloss er die Ehe mit Gerda Freiin von Frydag (* 1. April 1909 in Höxter an der Weser; † 21. April 1997 in Bad Homburg vor der Höhe). Sie war die Tochter des Großherzoglich oldenburgischen Kammerherrn und preußischen Regierungsrates a. D. Haro Freiherr von Frydag auf Haus Daren und Schwede und der Erika Edle von Rappard aus dem Hause Sögeln. Aus der Ehe gingen sechs Kinder hervor.